# Nicolás Cicileo
Nicolás Cicileo (Buenos Aires, 1 oktober 1993) is een Argentijns hockeyer.

## Levensloop
Cicileo was tot 2015 actief bij de Argentijnse club Ciudad de Buenos Aires. Vervolgens kwam hij uit voor het Spaanse Club de Campo uit Madrid. Tevens kwam hij in 2015-'16 - tijdens de winterstop in de Spaanse competitie - uit voor Terengganu, een ploeg uit de Malaysia Hockey League (MHL).
Na drie seizoenen bij Club de Campo, verkaste hij naar het Nederlandse Klein Zwitserland. In april 2020 werd bekend dat hij vanaf seizoen 2020-2021 aan de slag ging bij het Belgische Daring. Na twee seizoenen bij deze Brusselse club koos hij vervolgens voor het Lierse Herakles.
Daarnaast is Ciceleo actief bij het Argentijns hockeyteam. Met deze nationale ploeg won hij onder meer goud op de Pan-Amerikaanse Spelen van 2019 in de Peruaanse hoofdstad Lima.